# Digvijay Singh (golfer)
 Digvijay Singh (New Delhi, 30 januari 1972) is een professioneel golfer uit India. Hij speelt op de Indiase en Aziatische PGA Tour.

## Amateur
Singhs zuster is getrouwd met Jyoti Rhandawa. Door hem maakte Singh op 17-jarige leeftijd kennis met de golfsport. Gestimuleerd door Rhandawa werd hij ten slotte professional.

Singh speelde in het nationale team in 1996 en 1998. In 1965 en 1997 speelde hij voor India in de Nomura Cup, het Aziatisch Teamkampioenschap.

### Gewonnen
- 1996: Sri Lanka Amateur Kampioenschap
- 1997: Sri Lanka Amateur Kampioenschap

### Teams
- Nomura Cup: 1995, 1997
- Aziatische Spelen: 1998 in Bangkok

## Professional
Singh werd in 1999 professional.

In 2009 speelde hij de European Masters, die ook voor de Aziatische PGA Tour meetelt. Het was voor het eerst een toernooi van de Europese PGA Tour: 

### Gewonnen

#### Indiase Tour
- 2008: PGTI Players Championship (283) op de Coimbatore Golf Club
- 2012: Panasonic Open (India)

#### Elders
- 2000: BPGC Open
- 2002: Royal Springs Open, ColorPlus Open
- 2003: Surya Nepal Masters
- 2004: SRF All-India Matchplay Championship
- 2005: Airtel Masters
- 2006: DDA Open (261)